# Eunectes

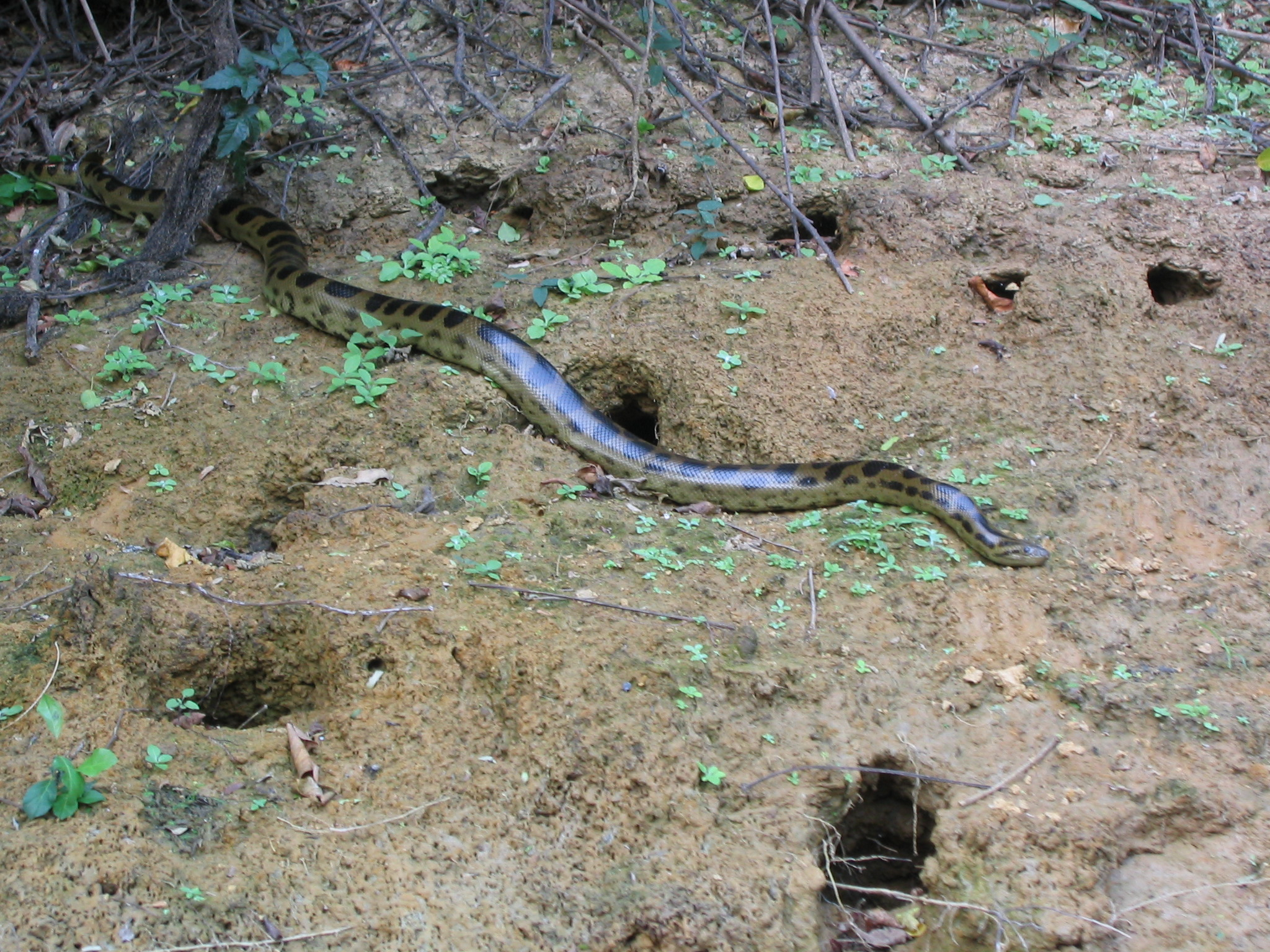
Eunectes beniensis a legújabb felfedezett faj a nemből

Az Eunectes a hüllők (Reptilia) osztályának pikkelyes hüllők (Squamata) rendjébe, ezen belül az óriáskígyófélék (Boidae) családjába tartozó nem.

## Előfordulásuk
Az Eunectes-fajok kizárólag Dél-Amerika trópusi részein élnek, Kolumbiától és Venezuelától kezdve, egészen Argentínáig.

## Életmódjuk
Mind a négy recens faj a vízi életmódhoz alkalmazkodott. Táplálékuk halak, vízimadarak, kajmánok és vízidisznók, de néha fiatal óriásvidrák is. Ha az emberi települések közelébe kerülnek, akkor házi kecskékre is vadászhatnak.

## Nevük
Az Eunectes a görög nyelvből származik, jelentése: „jó/kiváló úszó”; valószínűleg az életmódjukra utalva.

## Rendszerezés
A nembe az alábbi 5 recens és 1 fosszilis faj tartozik:
- Eunectes akayima 2024
- Eunectes beniensis Dirksen, 2002
- De Schauensee-anakonda (Eunectes deschauenseei) Dunn & Conant, 1936
- zöld anakonda vagy nagy anakonda (Eunectes murinus) (Linnaeus, 1758) - típusfaj
- sárga anakonda vagy kis anakonda (Eunectes notaeus) Cope, 1862
- †Eunectes stirtoni Hoffstetter, 1977 - miocén kori

## Fordítás
- Ez a szócikk részben vagy egészben  az   Eunectes című angol Wikipédia-szócikk ezen változatának fordításán alapul.  Az eredeti cikk szerkesztőit annak laptörténete sorolja fel. Ez a jelzés csupán a megfogalmazás eredetét és a szerzői jogokat jelzi, nem szolgál a cikkben szereplő információk forrásmegjelöléseként.

## További irodalom
- Dirksen L.; and Böhme W. (2005). „Studies on anacondas III. A reappraisal of Eunectes beniensis Dirksen, 2002, from Bolivia, and a key to the species of the genus Eunectes Wagler, 1830 (Serpentes: Boidae)”. Russian Journal of Herpetology 12 (3), 223–229. o.
- Wagler, J. G.. Natürliches System der Amphibien, mit vorangehender Classification der Säugetiere und Vögel. Ein Beitrag zur vergleichenden Zoologie (német nyelven). München, Stuttgart, and Tübingen: Cotta (1830)
- Rivas, Jesus. Natural History of the green anaconda (Eunectes murinus) in the Venezuelan llanos [archivált változat]. USA: Eagle Mountain, 129-138. o. (2007). Hozzáférés ideje: 2013. május 31. [archiválás ideje: 2011. július 18.]